# AV-TEST
AV-TEST là một tổ chức độc lập đánh giá và xếp hạng phần mềm bảo mật và chống virus dành cho hệ điều hành Microsoft Windows, MacOS và Android theo nhiều tiêu chí khác nhau. Tổ chức có trụ sở tại Magdeburg, Đức.
Mỗi tháng, các nhà nghiên cứu công bố kết quả thử nghiệm của họ. Họ thường xuyên kiểm tra phần mềm chống virus, chống phần mềm gián điệp và phần mềm tường lửa. AV-TEST làm việc cùng với Tekit Consult Bonn GmbH (tập đoàn TÜV Saarland).